# Gonzalo Jara (calciatore 1998)
Gonzalo Andrés Jara González, noto semplicemente come Gonzalo Jara (Las Condes, 1º dicembre 1998), è un calciatore cileno, centrocampista dell'Unión San Felipe.

## Caratteristiche tecniche
È un esterno destro.

## Carriera

### Club
Cresciuto nel settore giovanile dell'Universidad Católica, ha debuttato fra i professionisti il 30 luglio 2017 disputando con la maglia del Barnechea l'incontro di Primera B perso 3-1 contro il San Marcos de Arica.

### Nazionale
Ha giocato nelle nazionali giovanili cilene Under-17 ed Under-20.